# Jesse Niinimäki
Jesse Niinimäki, född 19 augusti 1983 i Tammerfors, är en finsk ishockeyforward som spelar för Yunost Minsk i vitryska Belarusian Extraleague.